# Улица Руставели (Москва)
У́лица Руставе́ли — Правый проезд Бутырского хутора) — улица на севере Москвы в Бутырском районе Северо-Восточного административного округа, между Дмитровским шоссе и железнодорожной линией Ленинградского направления. Одна из центральных улиц района, отличается интенсивным автомобильным движением. На улице находятся Останкинский молочный комбинат, Московский молодёжный театр под руководством Вячеслава Спесивцева и Гончаровский парк — место культуры и отдыха.

## Происхождение названия
Улица названа в 1958 году в честь Шота Руставели — великого грузинского поэта XII века, автора поэмы «Витязь в тигровой шкуре». Первоначально — Правый проезд Бутырского Хутора, по расположению проезда с правой стороны от моста через линию Савёловского направления МЖД в Бутырском хуторе.

## Расположение
Улица Руставели проходит с запада на восток, начинается от Дмитровского шоссе и железнодорожной линии Савёловского направления как продолжение Дмитровского проезда, пересекает улицу Яблочкова, 1-й и 2-й Гончаровский переулки, улицу Добролюбова, Огородный проезд и выходит к железнодорожной линии Ленинградского направления вблизи платформы «Останкино».

## Примечательные здания и сооружения
По нечётной стороне:
- Владение 7 — Гончаровский парк;

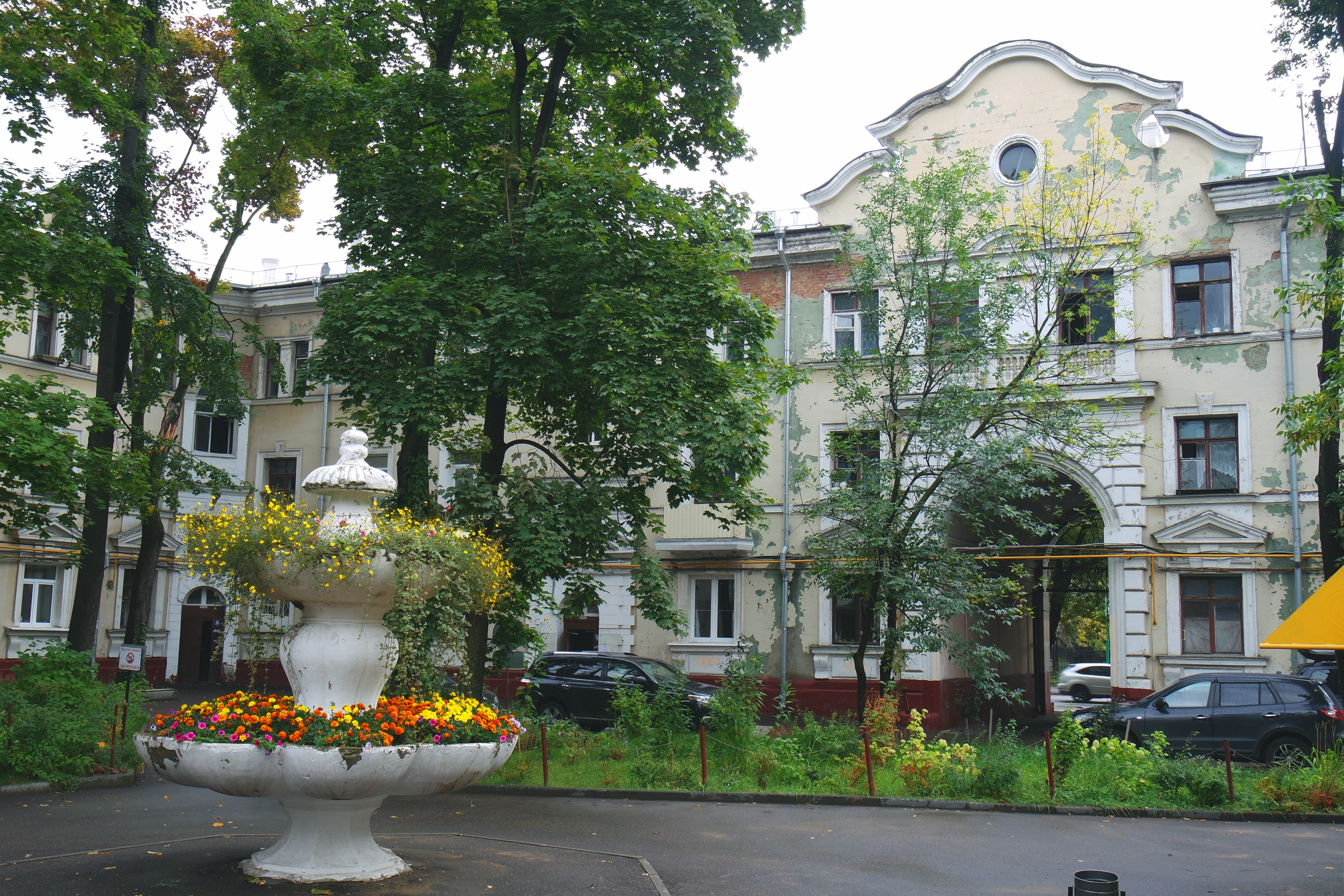
Внутренний двор жилого дома № 9

- № 9 — жилой дом (1947, архитектор Яков Лихтенберг)[2];
- № 9А, корпус 2 — региональный благотворительный общественный фонд «Экология и медицина»;
- № 13/12, строение 2 — Северо-восточный административный округ, Управление культуры;
- № 15 — Первая московская налоговая консультация; комбинат «Меридиан»;
- № 19 — Московский молодёжный театр под руководством Вячеслава Спесивцева;

По чётной стороне:
- № 2 — филиал ОАО МОЭСК «Северные электрические сети»;
- № 6А — РОВД Бутырский;
- № 8Б — детский сад № 1262 (закрыт в 2013);
- № 8, корпус 1 — почтовое отделение № 254-И-127254;
- № 8А — редакции журналов «Экономический вестник МВД», «Медицинский вестник МВД», «Профессионал», «Милиция»; газеты «Щит и меч», «Опасный возраст»;
- № 10, строение 1 — Северо-восточное окружное управление образования;
- № 10, корпус 3 — издательство «Школьная пресса»; журналы «Физическая культура в школе», «География в школе», «Физика в школе», «Математика в школе», «Воспитание детей с нарушениями развития», «Преподавание истории и обществознания в школе», «Биология для школьников», «Дошкольник. Младший школьник», «Дефектология», «Математика для школьников», «Русская словесность», «История и обществознание для школьников», «Воспитание школьников», «Русский язык и литература для школьников», «Школа и производство»;
- № 12/7, корпус Б — территориальное объединение регулирования землепользования СВАО; спортивная федерация кудо;
- № 12А, строение 1 — Северо-восточный административный округ, управление департамента жилищной политики и жилищного фонда города Москвы;
- № 12А, строение 2 — издательство «Открытые системы», редакции журналов «Oil and Gas Journal Russia», «Stuff Digital Life», «What Car», «Классный журнал», «Мир ПК», «Лечащий Врач», «Издательские технологии»;
- № 12/7, строение 3 — Инспекция федеральной налоговой службы № 15 по г. Москве;
- № 14, строение 6 — Автомобильный клуб России;
- № 14, строение 11 — завод плавленых сыров «Карат»;
- № 14 — Останкинский молочный комбинат; дополнительный офис Сбербанка России № 7981/01623; журнал «Classic Rock».

## Гончаровский парк

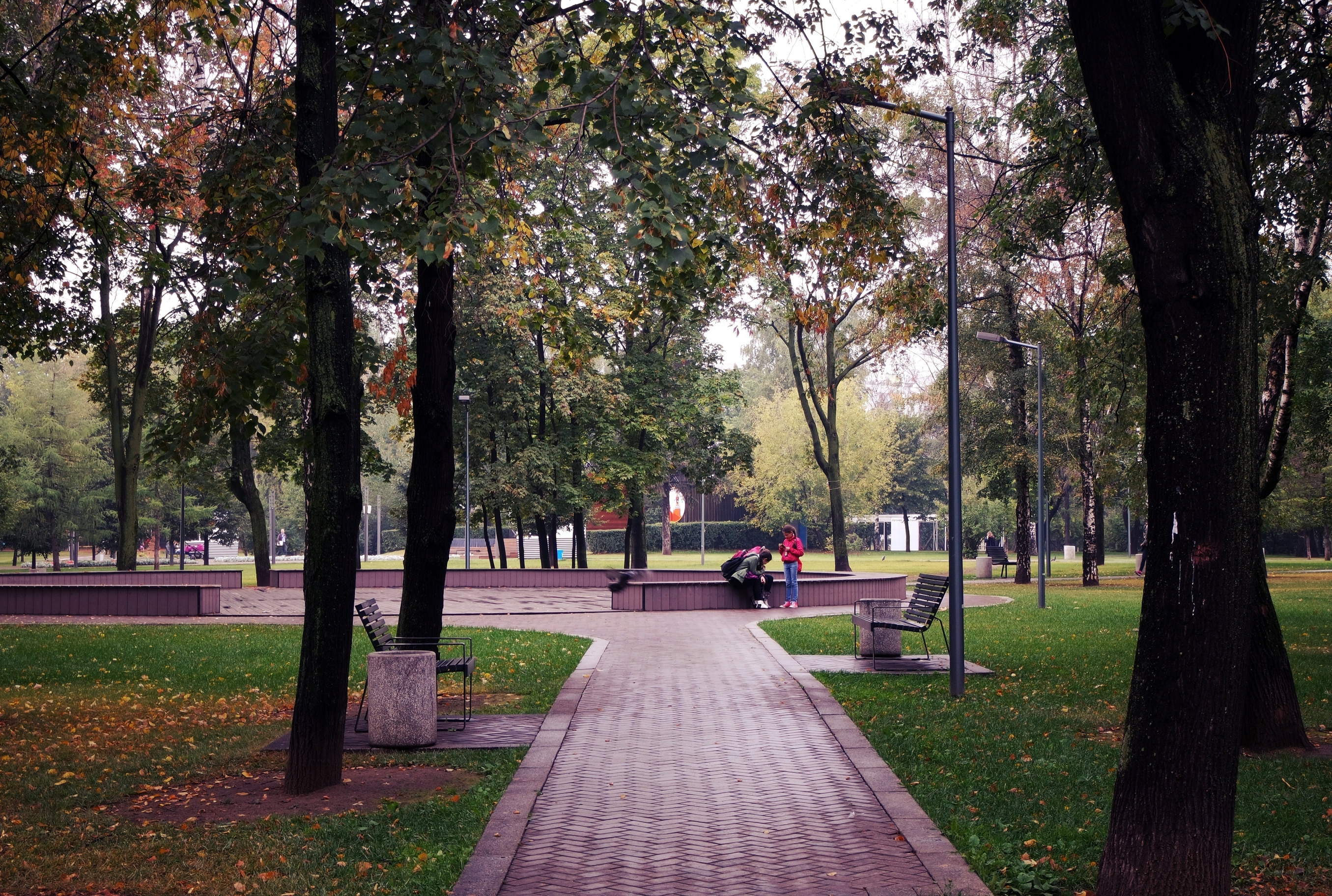
Гончаровский парк в сентябре

Расположенный между домами 3 и 9 по улице Руставели и ограниченный с других трёх сторон улицей Гончарова, 1-м и 2-м Гончаровскими переулками, парк площадью 7 гектаров
. Осенью 2013 года он был реконструирован и благоустроен, по итогам голосования жителей ему было присвоено название Гончаровский парк.

## Общественный транспорт

### Метро
- Станция метро  Дмитровская — в 300 метрах от начала улицы.
- Станция метро  Бутырская — на пересечении с Огородным проездом.

### Железнодорожный транспорт
- Платформа  Дмитровская — в 300 метрах от начала улицы.
- Платформа Останкино — на пересечении с Валаамской улицей.

### Наземный транспорт
По улице проходят автобусные маршруты (данные на 07 февраля 2025 года):
- 23: ЖК Юрлово —  Отрадное —  Фонвизинская —  Тимирязевская
- 512: Складочная улица —  Марьина Роща —  Бутырская —  Тимирязевская —  Фонвизинская —  Тимирязевская
- 539:  Тимирязевская —  Фонвизинская —  Бутырская —  Рижский вокзал
- С543:  Владыкино/ Владыкино —  Фонвизинская —  Дмитровская —  Савёловский вокзал —  Новослободская /  Менделеевская —  Маяковская
- т29:  Владыкино/ Владыкино —  Фонвизинская —  Бутырская —  Дмитровская —  Савёловский вокзал —  Динамо